# Todor Veselinović
Todor „Toza“ Veselinović (serbisch-kyrillisch Тодор Веселиновић; * 22. Oktober 1930 in Belgrad, Königreich Jugoslawien; † 17. Mai 2017 in Athen, Griechenland) war ein jugoslawischer Fußballspieler und serbischer Fußballtrainer.

## Karriere
Seine fußballerische Karriere startete Veselinović beim FK Vojvodina Novi Sad seine weitere Laufbahn führte ihn zunächst zum FK Partizan Belgrad, ehe er ein Jahr später wieder zum FK Vojvodina Novi Sad wechselte. Im Juli 1961 wechselte nach Italien zu Sampdoria Genua. Von 1962 bis 1964 spielte er beim First Vienna FC, von dort wechselte er im Juli 1964 zu Union Saint-Gilloise. Von 1965 bis 1968 spielte er dann für den SK Austria Klagenfurt/FC Kärnten, wo er seine aktive Laufbahn als Fußballspieler beendete.
In der jugoslawischen Nationalauswahl spielte er erfolgreich über acht Jahre (1953–1961). Sein Debüt feierte er am 14. Mai 1953 beim 3:1-Sieg in Brüssel gegen Belgien, sein letzter Auftritt fand am 4. Juni 1961 beim 2:1-Heimsieg gegen Polen statt. Dazwischen nahm er unter anderem an den WM-Endrunden 1954 und 1958 teil und erzielte bei der zweiten drei Treffer in vier Spielen. Gemessen an der Trefferquote ist er für die jugoslawische Nationalmannschaft der erfolgreichste Stürmer aller Zeiten gewesen.

## Wechsel ins Traineramt
Später begann er eine Trainer-Karriere, unter anderem bei Independiente Santa Fe, Fenerbahçe Istanbul und weiteren türkischen sowie mehreren griechischen Mannschaften. Mit Fenerbahçe Istanbul gewann er zwei Meisterschaften (1985 und 1989).
Er betreute ebenso die jugoslawische Fußballnationalmannschaft während der Fußball-Europameisterschaft 1984 in Frankreich. Das Team verlor jedoch alle drei Spiele. Seine Zeit als Nationaltrainer war durch häufige Rotation der Aufstellung charakterisiert; in 25 Spielen schaffte es Veselinović, 59 Spieler aufzustellen.

## Erfolge
Spieler
- Torschützenkönig der Jugoslawischen Liga: 1956 (21 Tore), 1957 (28), 1958 (19), 1961 (16)

Trainer
- Meister von Kolumbien: 1971
- Meister von Griechenland: 1980
- Meister der Türkei: 1985: 19889